# Cantó de Vihiers
El cantó de Vihiers és una antiga divisió administrativa francesa del departament de Maine i Loira, situat al districte de Saumur. Té 17 municipis i el cap es Vihiers. Va desaparèixer el 2015.

## Municipis
- Aubigné-sur-Layon
- Cernusson
- Les Cerqueux-sous-Passavant
- Cléré-sur-Layon
- Coron
- La Fosse-de-Tigné
- Montilliers
- Nueil-sur-Layon
- Passavant-sur-Layon
- La Plaine
- Saint-Paul-du-Bois
- La Salle-de-Vihiers
- Somloire
- Tancoigné
- Tigné
- Trémont
- Vihiers

## Història
| Data d'elecció                           | Identitat        | Partit              | Qualitat |
| ---------------------------------------- | ---------------- | ------------------- | -------- |
| 1945-1964                                | Jean de Falloux  | Independent         |          |
| 1964-1988                                | Jean Coudert     | CD, després UDF-CDS |          |
| 1988-2015                                | Christian Gillet | UDF, després NC     |          |
| les dades anteriors no són pas conegudes |                  |                     |          |
|                                          |                  |                     |          |

## Demografia
| A partir de 1990: Població sense dobles comptes |